# Ekumenický kříž na Výhoně
Ekumenický kříž na Výhoně se nachází na hřebeni Výhonu, v nadmořské výšce přibližně 355 m, v katastru města Židlochovice v okrese Brno-venkov v Jihomoravském kraji.

## Historie
Byl zbudován v roce 2018 na paměť 100. výročí Československé republiky. Iniciativu zaštítili křesťané z obcí, které masiv Výhonu obklopují, z Nosislavi, Židlochovic a Blučiny, spolu se svými samosprávami. Kříž byl prezentován jako pokus smíření křesťanů navzájem, smíření veřejnosti, o které se hovořilo, že se opět rozděluje, a pokus nově nacházet společné křesťanské kořeny.
Odhalen byl 7. září 2018 za přítomnosti autora Tomáše Ráboně, duchovních z Nosislavi a Židlochovic a starostů Židlochovic, Blučiny a Nosislavi.
Dne 20. dubna 2020 u něj proběhla v době pandemie covidu-19 ekumenická modlitba.

## Lokalizace
Nachází se v přírodním parku Výhon, u druhého vrcholu Výhonu, kde se uvádí kóta 355,38 metrů, přibližně 600 metrů severozápadně od katastrálního trojmezí Nosislav – Židlochovice – Blučina a asi 700 metrů jihovýchodně od tzv. hlavního vrcholu Výhonu (kóta 354,55 metrů) s Akátovou věží. 